# Alia Saeed Mohammed
Alia Saeed Mohammed (née Medina Kadir le 18 mai 1991 en Éthiopie) est une athlète émirienne, spécialiste du fond.

## Carrière
Elle a été naturalisée en 2010. Elle remporte le titre du 10 000 m des Jeux asiatiques de 2014 à Incheon, en battant son record personnel en 31 min 51 s 86.
Sur 5 000 m, son record est de 15 min 24 s 94, obtenu à Liège le 16 juillet 2014.

## Palmarès
| Date | Compétition                     | Lieu           | Résultat | Épreuve  | Temps          |
| ---- | ------------------------------- | -------------- | -------- | -------- | -------------- |
| 2011 | Championnats d'Asie             | Kobe           | 4e       | 5 000 m  | 15 min 52 s 07 |
| 2011 | Championnats arabes             | Al-Aïn         | 2e       | 1 500 m  | 4 min 22 s 48  |
| 2011 | Championnats arabes             | Al-Aïn         | 2e       | 5 000 m  | 16 min 10 s 67 |
| 2011 | Jeux panarabes                  | Doha           | 1re      | 5 000 m  | 16 min 11 s 54 |
| 2012 | Championnats d'Asie en salle    | Hangzhou       | 8e       | 1 500 m  | 4 min 28 s 32  |
| 2012 | Championnats d'Asie en salle    | Hangzhou       | 4e       | 3 000 m  | 9 min 01 s 03  |
| 2012 | Championnats du monde en salle  | Istanbul       | 11e      | 3 000 m  | 9 min 15 s 74  |
| 2013 | Championnats d'Asie             | Pune           | 4e       | 5 000 m  | 15 min 45 s 55 |
| 2013 | Championnats d'Asie             | Pune           | 2e       | 10 000 m | 32 min 39 s 39 |
| 2014 | Championnats d'Asie en salle    | Hangzhou       | 3e       | 3 000 m  | 8 min 56 s 78  |
| 2014 | Championnats du monde en salle  | Sopot          | 11e      | 3 000 m  | 9 min 21 s 23  |
| 2014 | Jeux asiatiques                 | Incheon        | 6e       | 5 000 m  | 15 min 30 s 46 |
| 2014 | Jeux asiatiques                 | Incheon        | 1re      | 10 000 m | 31 min 51 s 86 |
| 2015 | Championnats panarabes          | Madinat 'Isa   | 1re      | 10 000 m | 32 min 16 s 97 |
| 2015 | Championnats d'Asie             | Wuhan          | 1re      | 5 000 m  | 15 min 28 s 74 |
| 2015 | Championnats d'Asie             | Wuhan          | 1re      | 10 000 m | 31 min 52 s 29 |
| 2015 | Championnats du monde           | Pékin          | finale   | 5 000 m  | DNF            |
| 2016 | Championnats d'Asie en salle    | Doha           | 2e       | 3 000 m  | 8 min 48 s 62  |
| 2016 | Jeux olympiques                 | Rio de Janeiro | 23e      | 10 000 m | 31 min 56 s 74 |
| 2017 | Championnats panarabes          | Radès          | 1re      | 5 000 m  | 16 min 39 s 41 |
| 2017 | Championnats panarabes          | Radès          | 1re      | 10 000 m | 38 min 53 s 31 |
| 2017 | Jeux de la solidarité islamique | Bakou          | 4e       | 5 000 m  | 15 min 00 s 45 |
| 2017 | Jeux de la solidarité islamique | Bakou          | 3e       | 10 000 m | 31 min 49 s 01 |
| 2017 | Championnats d'Asie             | Bhubaneswar    | 2e       | 5 000 m  | 15 min 59 s 95 |
| 2017 | Jeux asiatiques en salle        | Achgabat       | 1re      | 3000 m   | 9 min 25 s 03  |

## Records
| Épreuve  | Épreuve   | Performance    | Lieu       | Date            |
| -------- | --------- | -------------- | ---------- | --------------- |
| 3 000 m  | Plein air | 8 min 55 s 40  | Sollentuna | 25 juin 2015    |
| 3 000 m  | En salle  | 8 min 48 s 27  | Stockholm  | 6 février 2014  |
| 5 000 m  | Plein air | 15 min 00 s 45 | Bakou      | 18 mai 2017     |
| 5 000 m  | En salle  | 15 min 34 s 70 | Stockholm  | 19 février 2015 |
| 10 000 m | Plein air | 31 min 10 s 25 | Dubai      | 23 avril 2016   |